# Giangiacomo Teodoro Trivulzio

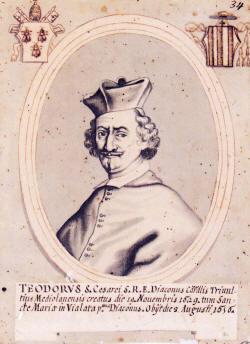
Giangiacomo Kardinal Trivulzio

Giangiacomo Teodoro Trivulzio (auch Giangiacomo Teodoro Vivulzio oder Teodor Trivulzio; * 1596 oder 1597 in Mailand; † 3. August 1656 ebenda) war ein italienischer Politiker und Kardinal der Römischen Kirche.

## Leben

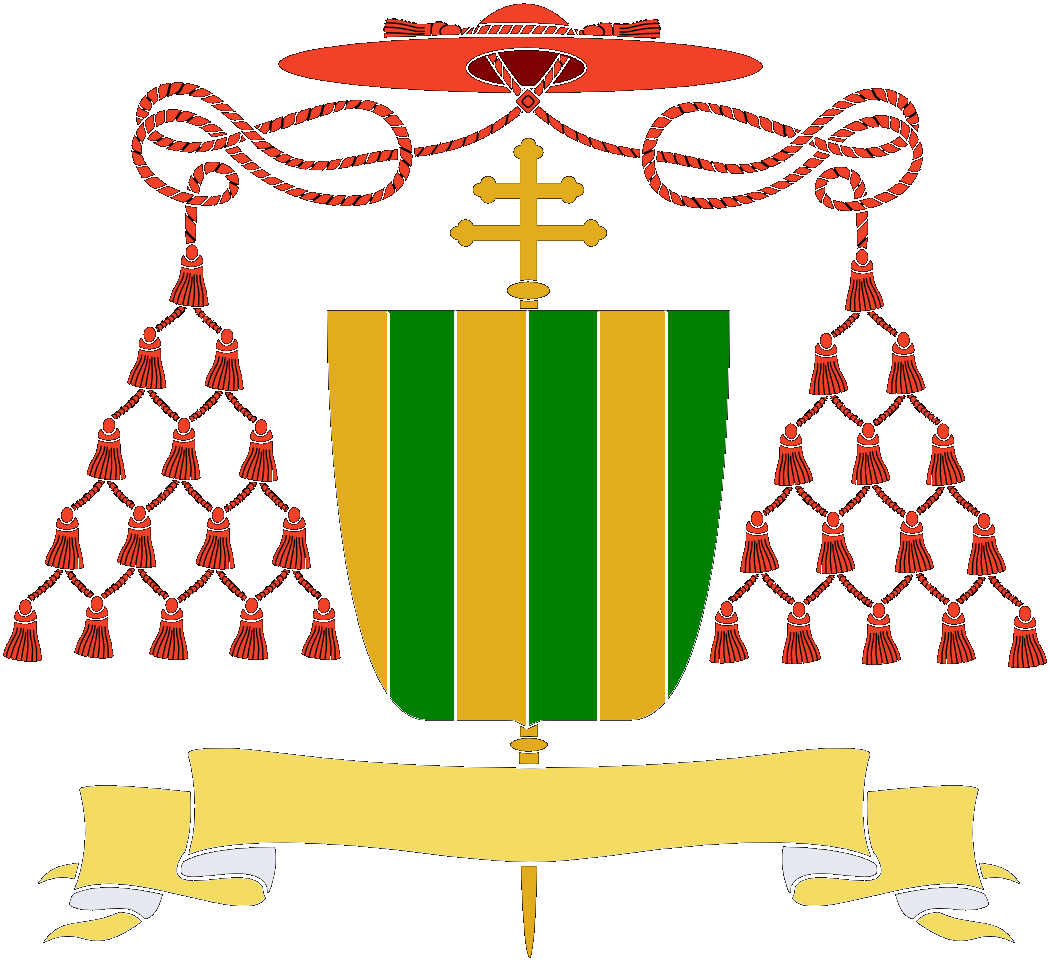
Kardinalswappen (modernes Schema)

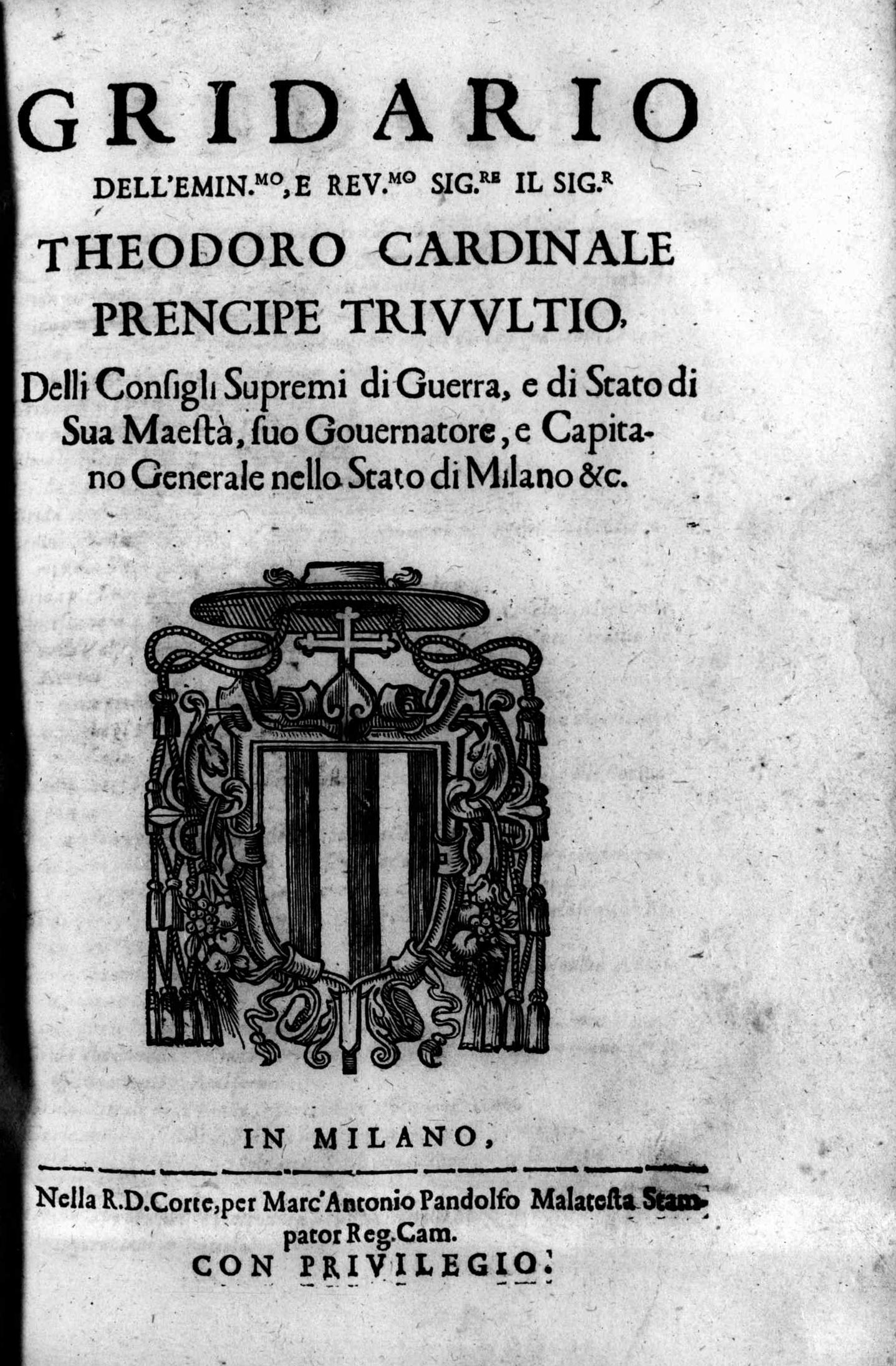
Gridario dell'eminentissimo e reverendissimo signore il signor Theodoro cardinale principe Trivulzio, 1656

Er stammte aus einer Adelsfamilie und war der Sohn des Grafen von Melzo Carlo Emmanuele Trivulzio und dessen Ehefrau Caterina Gonzaga, einer Tochter von Alfonso Gonzaga, Fürst von Castelgoffredo. Er trug die Titel Graf von Melzo, signore von Castelzevio und Codogno. Später wurde er der erste Fürst von Mesocco und Misox sowie Fürst des Heiligen Römischen Reiches. Sein Urgroßonkel war der Kardinal Scaramuccia Trivulzio, sein Großonkel der Kardinal Antonio Trivulzio der Jüngere (1514–1559). Weitere Kardinäle aus derselben Familie waren Antonio Trivulzio der Ältere (1457–1508) und Agostino Trivulzio.
Bereits 1606 wurde er Ritter des Santiagoordens. 1615 heiratete er Giovanna Maria Grimaldi, die Tochter von Ercole von Monaco und dessen Ehefrau Maria Landi. Aus der Ehe stammten zwei Töchter und ein Sohn, seine Ehefrau starb 1620. Giangiacomo Teodoro Trivulzio wurde 1625 Kleriker der Apostolischen Kammer und am 21. April 1626 Apostolischer Protonotar participantium. 1628 war er Gouverneur von Collescipoli.
Papst Urban VIII. kreierte ihn im Konsistorium vom 19. November 1629 zum Kardinaldiakon. Den Kardinalshut und die Titeldiakonie San Cesareo in Palatio erhielt Giangiacomo Teodoro Trivulzio am 17. Dezember desselben Jahres. Am 2. Juni 1631 wurde er zum Legat in den Marken ernannt. 1638 war er Generalgouverneur der Miliz des Herzogtums Mailand und Superintendent der Festungen. 1642 wurde er Grande von Spanien (erster Klasse) sowie Generalkapitän und Vizekönig von Aragón. Er nahm am Konklave 1644 teil, das Papst Innozenz X. wählte. Am 17. Oktober 1644 wechselte er zur Titeldiakonie San Nicola in Carcere und am 12. Dezember 1644 zu Sant’Angelo in Pescheria. Er war von 1647 bis 1649 Präsident und Generalkapitän des Königreichs Sizilien und 1649 Vizekönig von Sardinien. Zur Titeldiakonie Sant’Eustachio wechselte Kardinal Trivulzio am 23. September 1652 und am 21. Juli 1653 zu der von Santa Maria in Via Lata, in demselben Jahr wurde er Kardinalprotodiakon. Er nahm am Konklave 1655 teil, aus dem Alexander VII. als Papst hervorging. Am 14. Mai 1655 wurde Giangiacomo Teodoro Trivulzio zum Kardinalpriester erhoben und erhielt die Titelkirche Santa Maria del Popolo. Vom 2. Dezember 1655 bis zu seinem Tod war er Gouverneur und Generalkapitän des Herzogtums Mailand.
Er wurde in der Mailänder Kirche Santo Stefano beigesetzt.

## Werke
- Gridario dell'eminentissimo e reverendissimo signore il signor Theodoro cardinale principe Trivulzio. Marco Antonio Pandolfo Malatesta, Milano 1656 (italienisch, beic.it).